# Ратуша з бефруа (Екло)
Ратуша з бефруа — пам'ятка архітектури у бельгійському місті Екло, провінція Східна Фландрія. Дзвіниця-бефруа внесена до списку світової спадщини ЮНЕСКО.

## Історія
Перша ратуша в Екло з'явилася незабаром після 1240 року, тобто після отримання містом права на самоврядування. У XV столітті будівля ратуші неодноразово перебудовувалася, зокрема, у 1409—1411 роках до основного об'єму додали прибудову, а у 1480—1482 роках будівлю значно розширили.
Наприкінці XVI століття, під час релігійних воєн у Нижніх країнах, ратуша зазнала значних пошкоджень від пожежі. Її відновили лише 1609 року, у стилі фламандського Відродження, а у 1650—1654 роках надбудували ще один поверх. Ратуша набула типового для Нижніх країн вигляду — двоповерхова, на високому підвалі будівля з цегли та пісковику, вкрита двосхилим дахом із характерним східчастим оформленням бокових фасадів. У XX столітті ця будівля, майже без змін, стала західним крилом сучасної ратуші Екло. Зберігся ескіз межі XVIII і XIX століть, на якому видно, що будівля потинькована білим тиньком і має фронтон із годинником над головним входом. Однак, вже 1818 року фасад із годинником розібрали і замінили трикутним класицистичним фронтоном. У 1825 році замінили сходи головного входу, які збереглися і по сьогодні. У такому вигляді будівля проіснувала до початку 1930-х років. У 1905 році над входом розмістили скульптуру Діви Марії, ймовірно, роботи скульптора Ф. Нісола (F. Nisol).
З кінця XIX століття точилися дискусії щодо реставрації або руйнування і повної перебудови ратуші Екло. Втім, у 1922 році Королівська комісія з пам'яток архітектури та природи вирішила не руйнувати історичну будівлю, а реставрувати її та прибудувати новий корпус із вежею-бефруа у відповідному історичному стилі.
1 лютого 1930 року міська рада затвердила проект гентського архітектора Аманда Янссена. Інженерно-будівельні роботи проводилися місцевим підрядником Е. Хенне. Відкриття оновленої ратуші відбулося 29 серпня 1932 року. В інтер'єрах сучасної ратуші збереглися деякі історичні елементи, зокрема, готичний камін у колишньому кабінеті бургомістра та підвал, датований 1411—1455 роками.

## Бефруа
До кінця XIX століття на місці бефруа розташовувалася церква, знесена 1878 року. У 1930—1932, під час реконструкції ратуші, архітектор А. Янссен збудував на честь жертв Першої світової війни 35-метрову дзвіницю-бефруа, середньовічний символ демократії та міських свобод.
зведена із цегли (верхня частина) і вапняку (нижня частина), у неоготичному стилі. Вона прилягає до нового корпусу ратуші і стоїть на деякій відстані від історичної будівлі, сполучаючись з останньою арковою брамою та одноповерховою прибудовою. Башта квадратна в плані, увінчана парапетом із чотирма декоративними зубчатими башточками та шестикутним ліхтарем, де розташований карильйон. Останній встановлений на бефруа у 1985 році, на честь сорокаріччя звільнення Екло від нацистів. Ліхтар увінчаний шпилем-флюгером, за взірцем середньовічних бефруа.
Арку над головним входом до бефруа прикрашає жолудь — символ Екло, зображений на міському гербі як натяк на одну з версій походження назви міста — від слова «дуб».
З 1999 року бефруа Екло, разом із іншими бельгійськими та французькими бефруа, внесена до списку світової спадщини ЮНЕСКО. Це наймолодша дзвіниця-бефруа у списку.